# Cima urdunensis
Cima urdunensis is een slakkensoort uit de familie van de Cimidae. De wetenschappelijke naam van de soort is voor het eerst geldig gepubliceerd in 2005 door Bandel.